# مرلو، بوئنوس آیرس
مرلو (به اسپانیایی: Merlo) شهری در کشور آرژانتین، استان بوئنوس آیرس است که در سال ۲۰۰۹ میلادی، حدود ۲۴۴۱۶۸ نفر جمعیت داشته است.

## نگارخانه

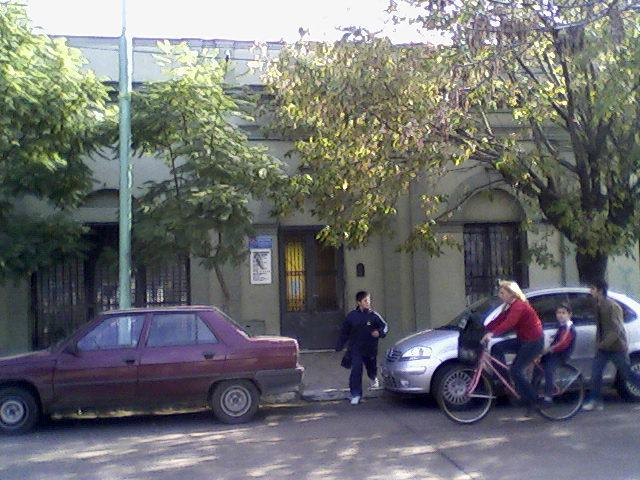
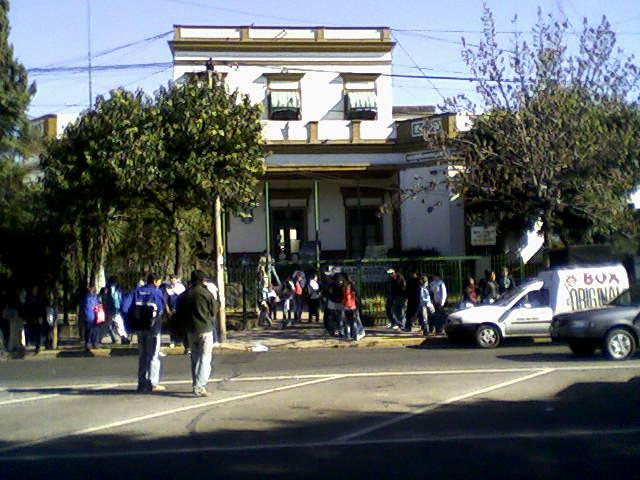
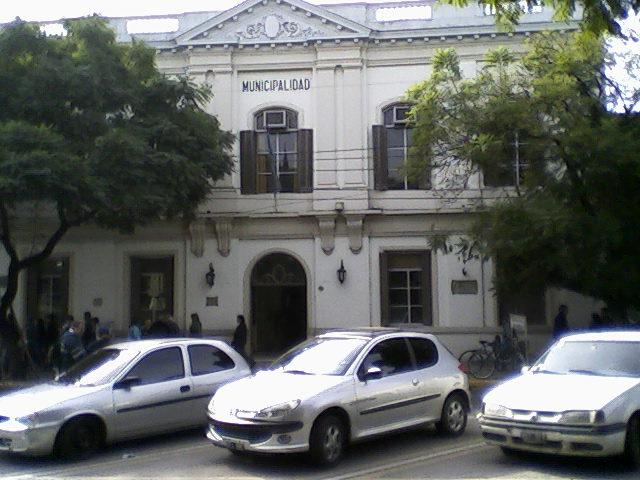
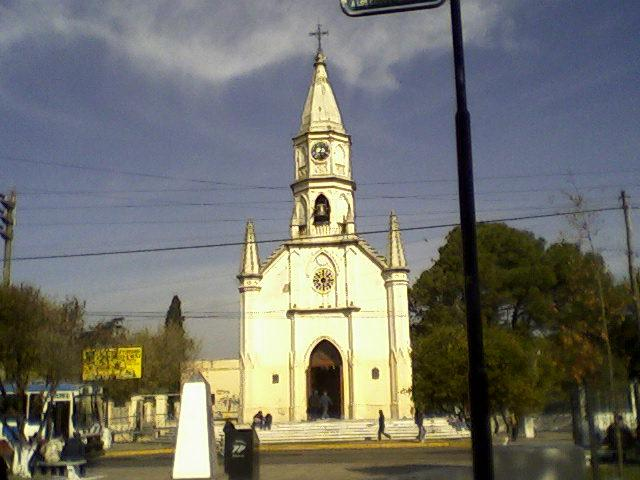
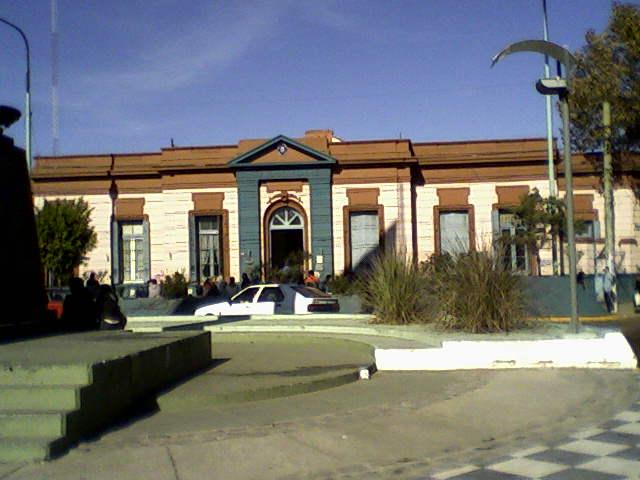